# Усойница
Усойницата (Vipera berus) е видът отровна змия с най-широко разпространение в Европа. Среща се от Западна Европа до Далечния изток и от Средиземноморието до Полярния кръг. Тя е едно от най-студоустойчивите влечуги в света.

## Описание
Усойницата има сравнително дебело тяло, като възрастните достигат средна дължина 55 cm. Максималната дължина варира според региона, като в Швеция са регистрирани най-големите екземпляри с дължина 104 cm. Главата е едра и добре изявена, почти плоска и вертикална отстрани, с очертан ръб на муцуната.
Цветът на усойницата варира значително – от много светли екземпляри с малки непълни тъмни гръбни петна до меланистични индивиди, които са изцяло тъмни без видими шарки по гърба. В повечето случаи основният цвят е сив до кафеникаво-сив, с характерни тъмни ромбовидни петна или зигзагообразна ивица по гърба. На главата обикновено има тъмно петно с V-образна или X-образна форма. Тъмна линия преминава отстрани от окото до врата и продължава по тялото като поредица от петна.

## Разпространение и местообитания
Усойницата е разпространена в обширна област в Северна Евразия. На запад достига до Великобритания и Северозападна и Централна Франция, на север - до Полярния кръг, а на Скандинавския полуостров - и отвъд него. На изток е разпространена до Северна Корея, руското крайбрежие на Тихия океан и остров Сахалин. Южната граница на ареала преминава през Централна Франция, Северна Италия, Северна Гърция, Югоизточна България, Централна Украйна, района на Волгоград, Южен Урал, Северен Китай, Северна Монголия.
На Балканския полуостров усойницата е глациален реликт и се среща в изолирани области, главно в планините до надморска височина 2700 m (при връх Мусала), макар че до началото на 20 век е регистрирана и в някои стари влажни гори в равнините. В България е установена в Стара планина (от района на Чупрене до Карнобатската планина), Витоша, Рила, Пирин, Осоговската планина, високите части на Родопите, Същинска Средна гора и Люлин, като са регистрирани представители на два подвида – V. b. berus и V. b. bosniensis. В Северен Пирин, Средна и Източна Стара планина и някои части на Родопите се среща напълно черна меланистична форма.
Усойницата се среща в разнообразни местности – сипеи, каменисти склонове, по краищата на горите и други, както и във влажни местности, като мочурища и край потоци, езера и вирове. В южната част на ареала може да бъде открита във влажни места в низините или на голяма надморска височина. В Унгария и Русия се придържа към лесостепната зона и избягва откритата степ, където е разпространена степната усойница (Vipera ursinii).

## Поведение и хранене
Усойницата е активна главно през деня, особено в северната част на ареала. Движи се предимно по земята, макар че са наблюдавани случаи, в които се катери по стръмни склонове или в ниски храсти, за да се припича или търси храна.
Като цяло усойницата не е агресивен вид, а е по-скоро страхлива и хапе само когато е застрашена. В много случаи ухапванията са след настъпване на змията. Тя обикновено се укрива при признаци на опасност, но когато те изчезнат, се връща, често на същото място. Когато е заплашена, предната част на тялото се извива в S-образна форма, подготвяйки се за нападение. Понякога усойниците показват присъствието си със силно и постоянно съскане, като често такива индивиди се оказват бременни женски.
Усойницата е приспособен към студа вид, който прекарва зимата в зимен сън. Във Великобритания зимният сън на мъжките и женските продължава съответно около 150 и 180 дни, а в Северна Швеция – 8-9 месеца. Там в меки зимни дни те излизат на повърхността, за да се припичат, като често дори се придвижват през снега. Въпреки това около 15% от възрастните и 30-40% от младите екземпляри умират през зимата.
Основната храна на усойницата са дребни бозайници, като мишки, полевки и земеровки, както и гущери. Понякога улавя слепоци и дори къртици, както и земноводни - жаби, тритони и дъждовници. Наблюдавани са случаи, в които яде птици и яйцата им, като се изкачва по храстите до гнездата. Малките се хранят с дребни бозайници, малки гущери и жаби, както и насекоми, червеи и паяци. След като достигнат дължина около 30 cm диетата им започва да прилича на тази на възрастните.

## Размножаване
В южната част на ареала копулацията се наблюдава в края на април, а на север – в средата на май. Отделни случаи са наблюдавани през юни и дори през октомври, но за тях не е известно дали са довели до раждане на малки. Женските често раждат веднъж на две години, а при хладно и късо лято – веднъж на три години.
Мъжките откриват женските, следвайки миризмата им, като понякога изминават стотици метри на ден. Двойките остават заедно 1-2 дни след копулацията, като мъжките прогонват евентуални съперници. Тези сблъсъци се изчерпват с демонстрация на сила, като няма известни случаи на ухапвания.
Женските обикновено раждат от 3 до 20 малки през август-септември, но понякога също през юли или началото на октомври. Малките се раждат обвити в прозрачна мембрана, от която трябва да се освободят сами, като понякога те правят това още докато са вътре в женската. Новородените са дълги 14-23 cm, средно 17 cm. Те се раждат с напълно функциониращ отровен апарат. Един или два дни по-късно за първи път сменят кожата си. Женските изглежда не проявяват особен интерес към малките си, но те често остават около тях няколко дни след раждането.

## Отрова
Ухапванията от усойници на хора и домашни животни са относително чести. В Швеция има около 1300 такива случая годишно, като при 12% от тях е била необходима хоспитализация. Отровата на усойницата е силно токсична, но поради факта, че инжектира твърде малко количество от нея (10-18 mg при екземпляри с дължина 48-62 cm), ухапването рядко е смъртоносно. От 1876 във Великобритания са регистрирани 14 смъртни случая, последният на петгодишно дете през 1975 година.
Локалните симптоми при ухапване включват незабавна и силна болка, последвана след няколко минути (в някои случаи до половин час) от подуване и изтръпване. След няколко часа болката може да се разпространи, заедно с повишена чувствителност. Могат да се появят червеникави петна и целият крайник да се подуе до 24 часа. Подуването може да се разпространи по торса, а при деца – по цялото тяло.
Системните симптоми, вследствие на анафилаксия, могат да бъдат тежки. Могат да се проявят до 5 минути след ухапването или да се забавят с часове. Те включват гадене и повръщане, коремни колики и диария, инконтиненция, потене, треска, тахикардия, световъртеж, загуба на съзнание и други. Ако не се третират, тези симптоми могат да се задържат до 48 часа. В тежки случаи може да настъпи сърдечна недостатъчност.
Съществуват поне осем различни противоотрови срещу ухапване от усойница.

## Подвидове
| V. b. berus         | (Linnaeus, 1758) | Норвегия, Швеция, Финландия, Естония, Франция, Дания, Германия, Австрия, Швейцария, Северна Италия, Белгия, Нидерландия, Великобритания, Полша, Чехия, Словакия, Унгария, Румъния, България, Русия, Монголия, Северозападен Китай (Северен Синдзян) |
| V. b. bosniensis    | Boettger, 1889   | Балкански полуостров |
| V. b. sachalinensis | Zarevskij, 1917  | Руски Далечен изток (Амурска област, Приморски край, Хабаровски край, Сахалин), Северна Корея, Североизточен Китай (Дзилин) |

## Други
- Усойницата е защитена с Приложение III на Бернската конвенция[8]